# Euproctis acompsa
Euproctis acompsa är en fjärilsart som beskrevs av Collenette 1947. Euproctis acompsa ingår i släktet Euproctis och familjen tofsspinnare. Inga underarter finns listade i Catalogue of Life.